# St. Laurentius (Minfeld)
Die römisch-katholische Kirche St. Laurentius der Ortsgemeinde Minfeld (Verbandsgemeinde Kandel) im Kreis Germersheim (Rheinland-Pfalz) befindet sich an der örtlichen Herrengasse. Sie ist die Kirche einer gemeinsamen Gemeinde mit Freckenfeld und Winden. Diese gehört zur Kandeler Pfarrei Heilige Vierzehn Nothelfer im Bistum Speyer. Die Kirche trägt das Patrozinium des heiligen Laurentius von Rom und steht unter Denkmalschutz.

## Beschreibung
Bei dem Kirchengebäude handelt es sich um einen Saalbau mit Westriegel und einem seitlich verschobenen Turm. Die Kirche wurde 1928–1930 nach Entwürfen von Albert Boßlet gebaut, der vorrangig für seinen neoromanischen Baustil bekannt ist. Das Gebäude ist geprägt von hohen und breiten Rundbogenfenstern, einer halbrunden Holzdecken und einem schlichten Äußeren.
In dem Kirchhof befindet sich ein Marienbildstock.

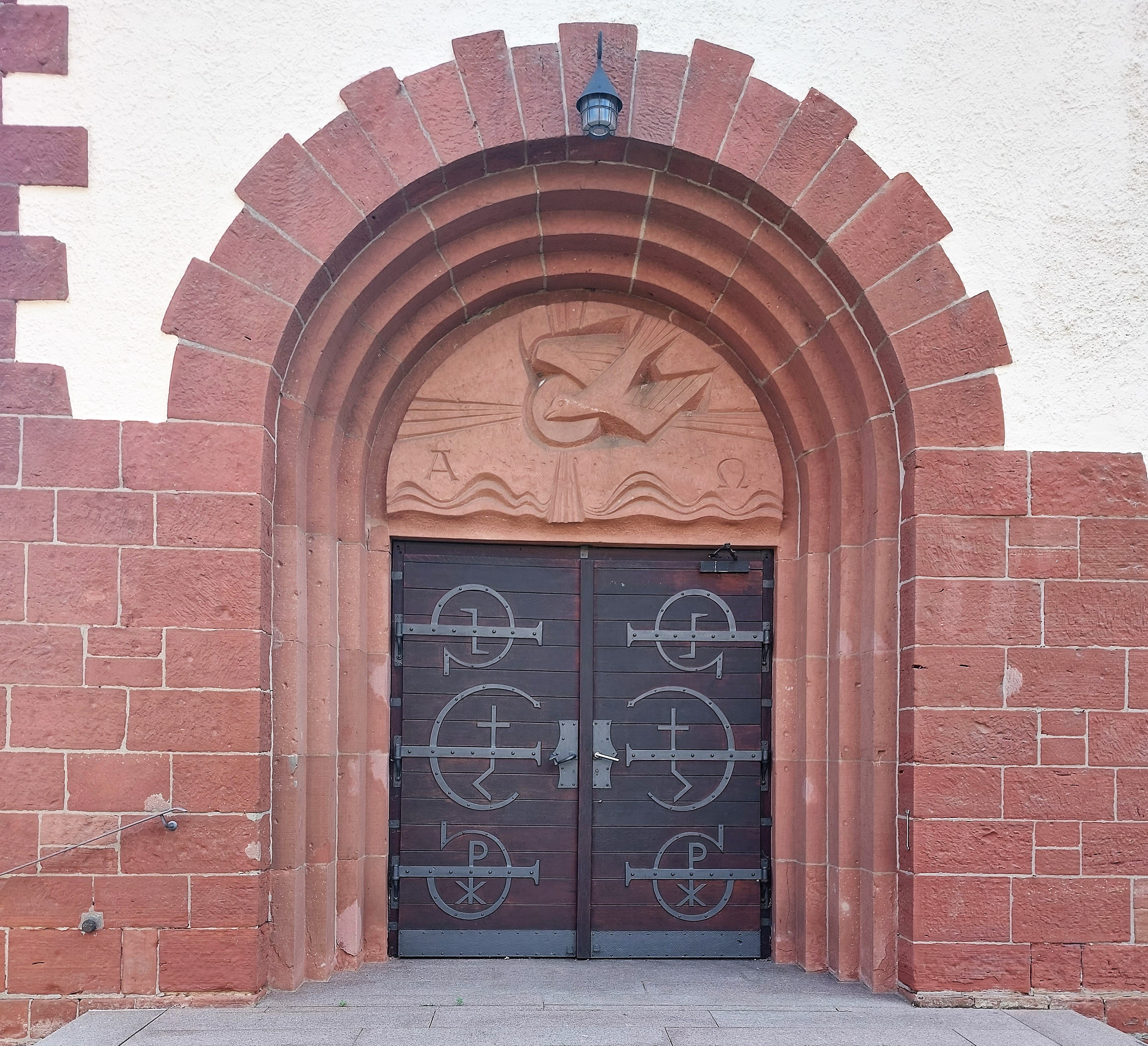
Eingangsportal
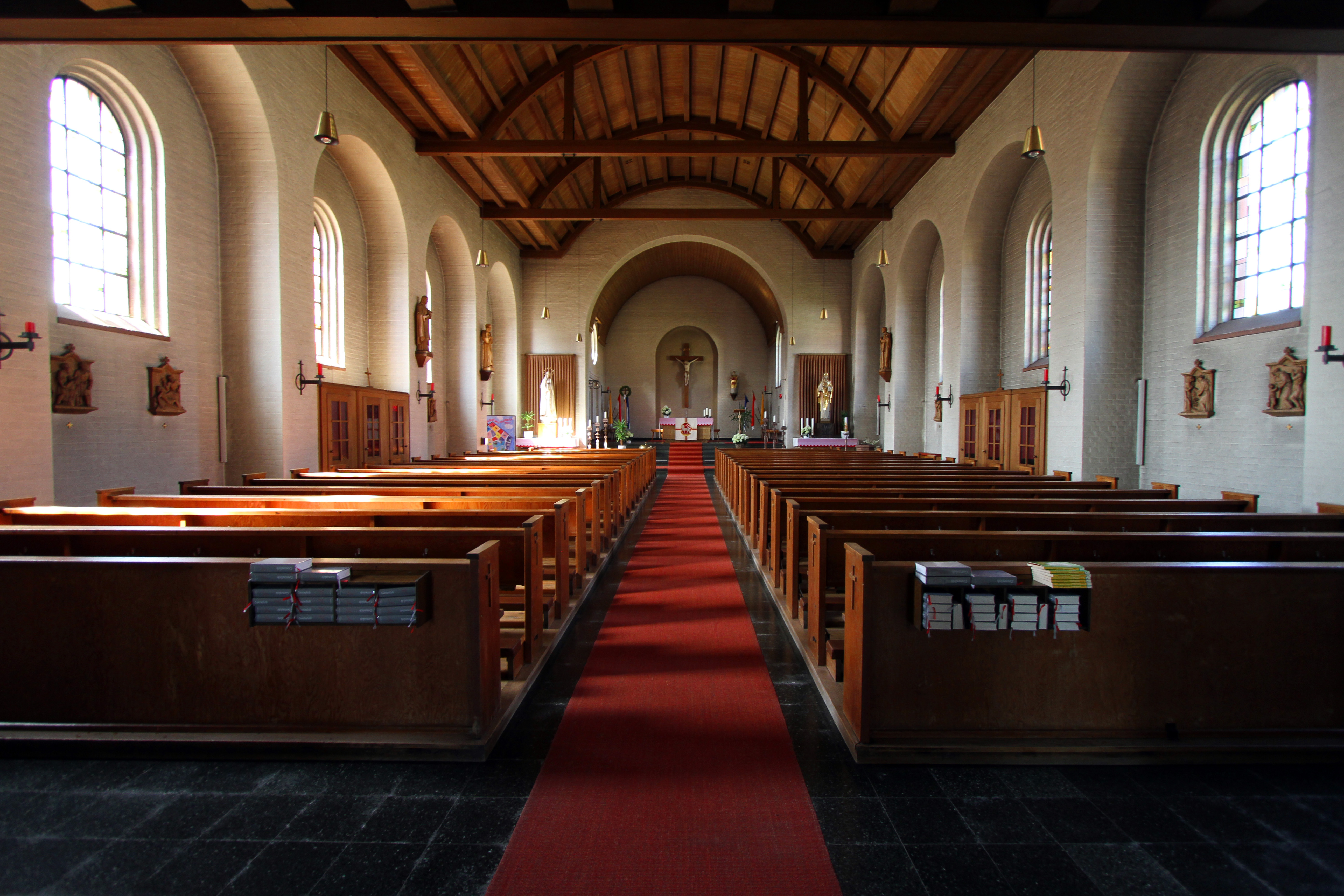
Innenansicht mit Blick zum Chor
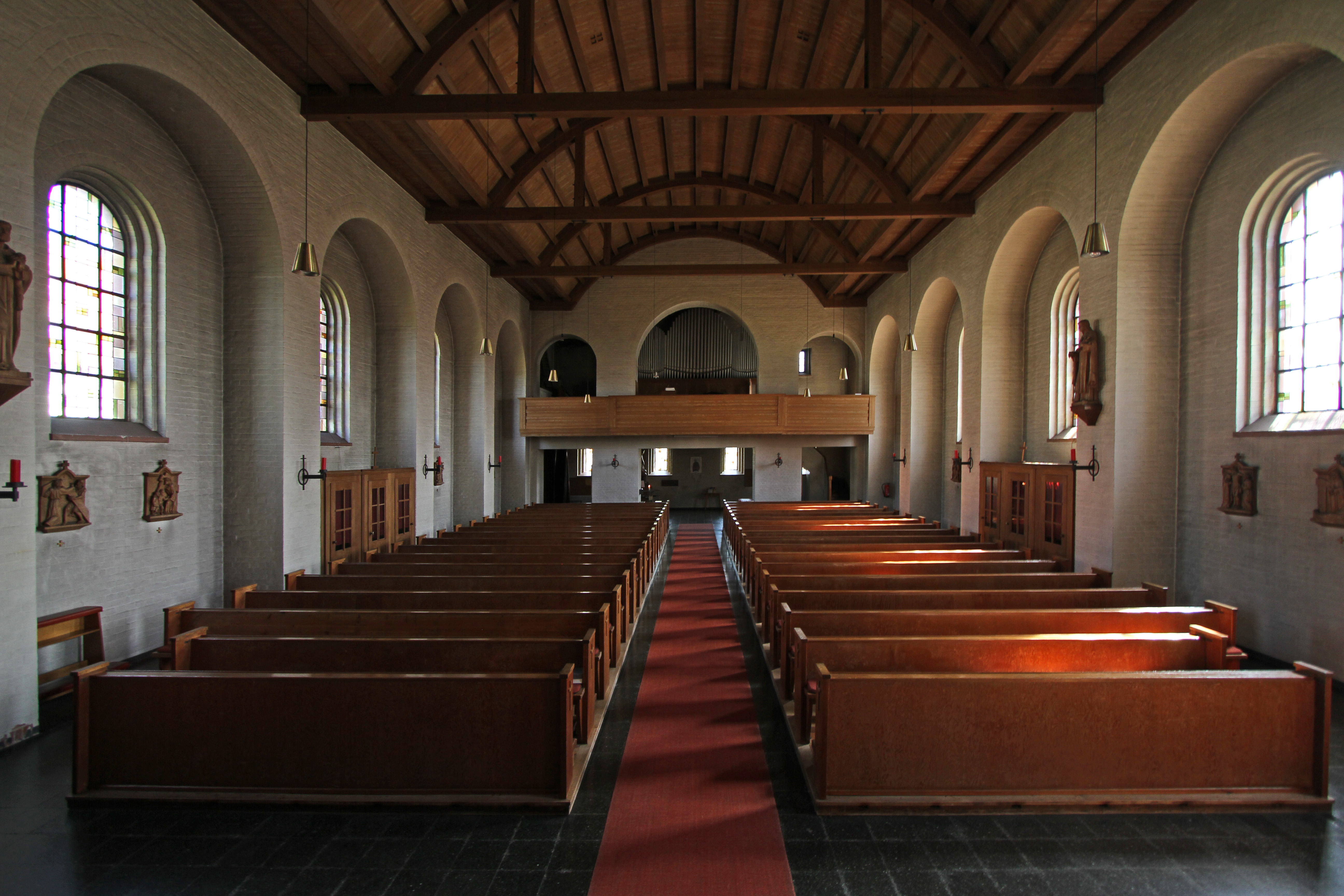
Innenansicht mit Blick zur Empore
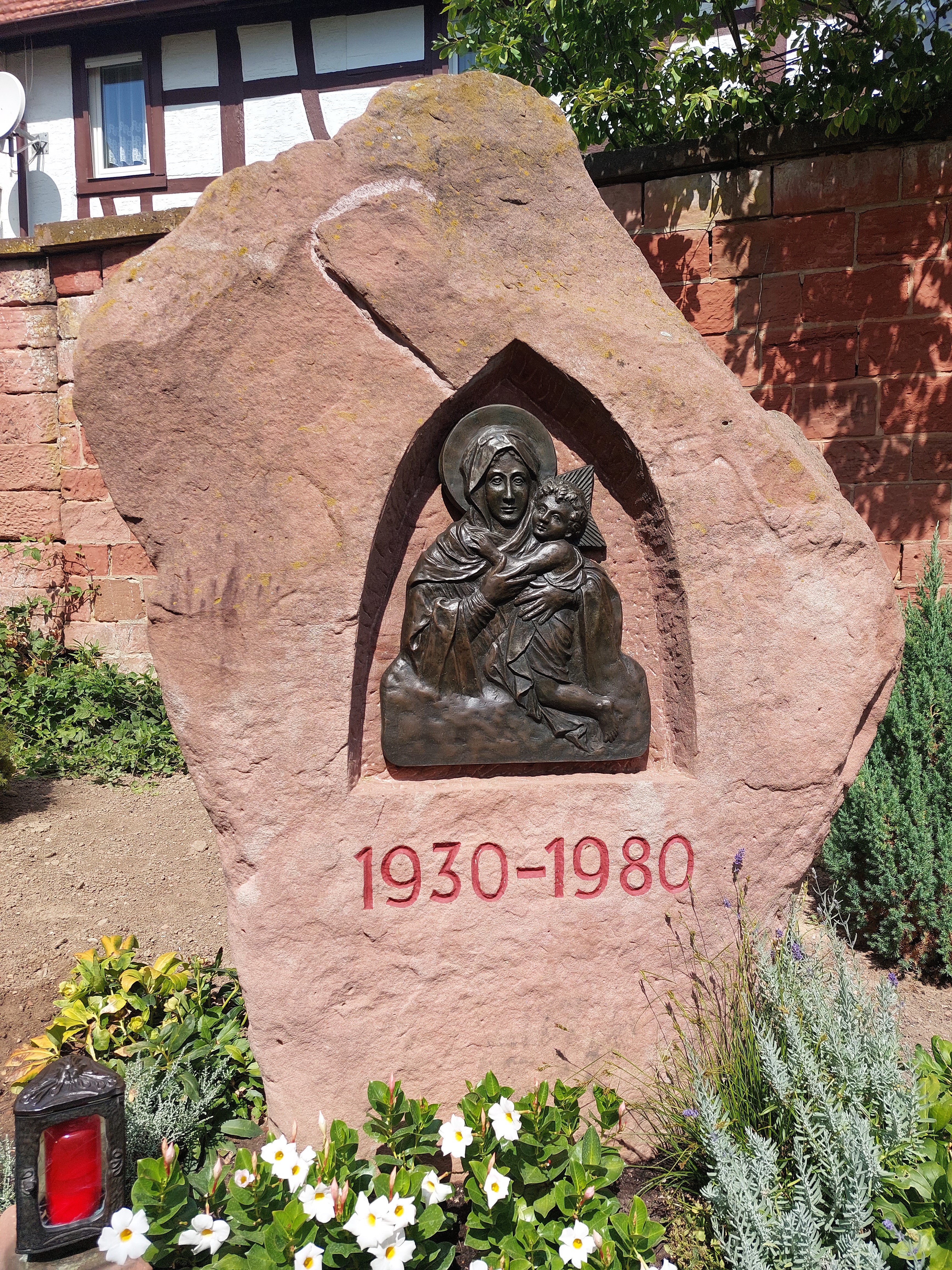
Bildstock im Kirchhof

## Geschichte
Minfeld (bzw. Mundinfeld) kam 1051 in den Besitz der Abtei Selz im Elsass. Eine katholische Kirche (heutige Protestantische Kirche) bestand seit dem 11. Jahrhundert im Ort. Zur Kurpfalz gehörend, wurde das Dorf im 16. Jahrhundert reformatorisch. Die bestehende Kirche konnte ab der zweiten Hälfte des 17. Jahrhunderts als Simultaneum wieder von den Katholiken genutzt werden. Einmal jährlich verfügen die Katholiken noch heute über das Recht die evangelische Kirche zu nutzen. Seit der Fertigstellung der St.-Laurentius-Kirche im Jahr 1930 haben die Katholiken vor Ort wieder eine eigene Kirche.

## Orgel

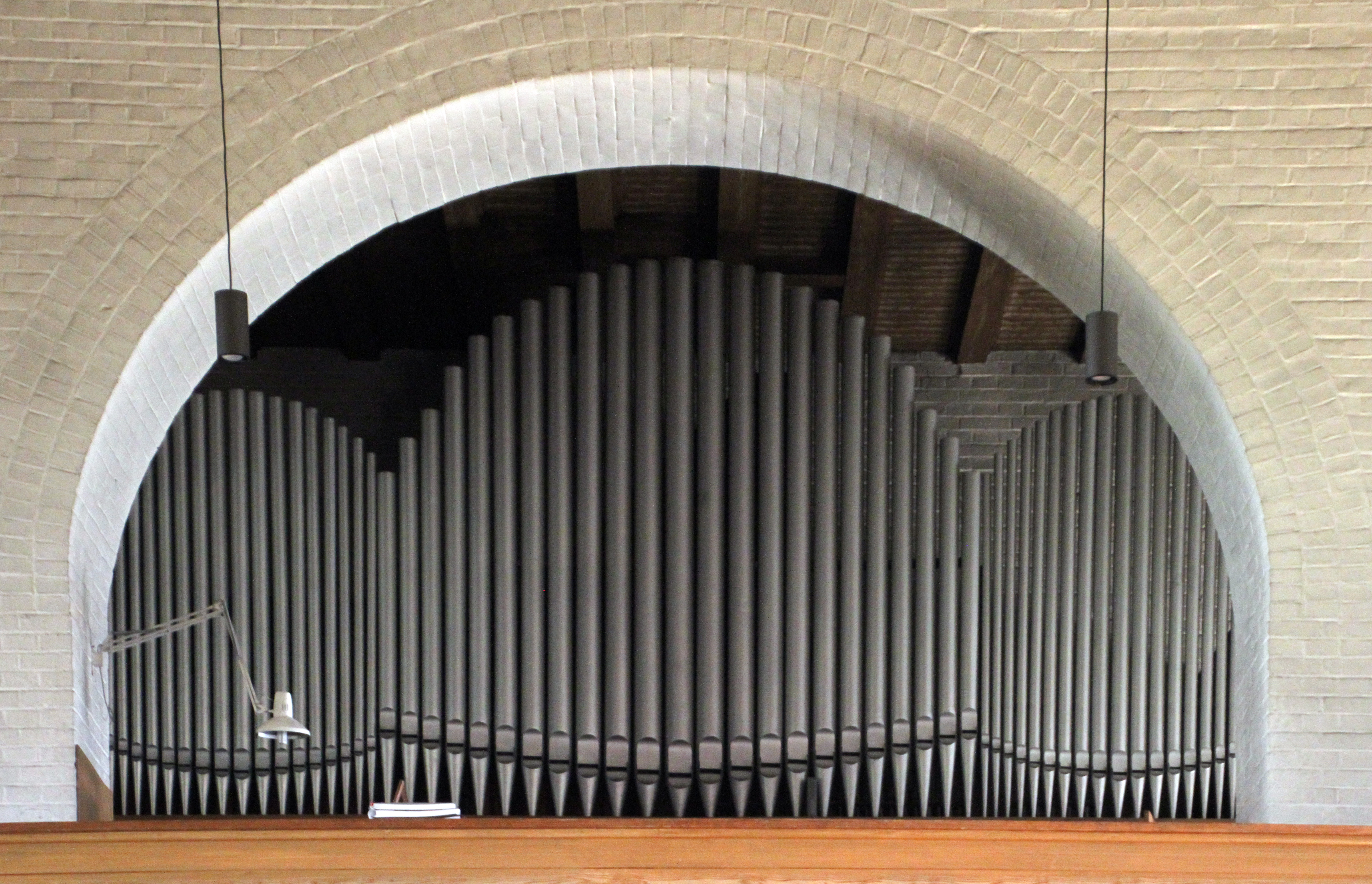
Frontalansicht des Orgelprospekts

Die Orgel wurde 1936 von Paul Sattel (Speyer) mit 16 Registern auf zwei Manualen und Pedal gebaut. Ihre Spiel- und Registertraktur sind pneumatisch. Die Windladen sind als Kegelladen ausgeführt. Das Instrument hat eine gleichstufige Stimmung. Die Disposition lautet:
| I Hauptwerk C–g3 |    |
| Prinzipal        | 8′ |
| Bordun           | 8′ |
| Oktav            | 4′ |
| Mixtur II        | 2′ |

| II Schwellwerk C–g3 |       |
| Offenflöte          | 8′    |
| Salizional          | 8′    |
| Aeoline             | 8′    |
| Vox cölestis        | 8′    |
| Geigenprinzipal     | 4′    |
| Gemshorn            | 4′    |
| Nasat               | 2 ⁄3′ |
| Waldflöte           | 2′    |
| Trompete            | 8′    |

| Pedal C–f1 |     |
| Subbass    | 16′ |
| Zartbass   | 16′ |
| Oktavbass  | 8′  |

Anmerkungen
1. ↑  schwellbar
2. ↑  Gruppenzug aus Salizional und schwebend gestimmter Aeoline
3. ↑  Windabschwächung

- Koppeln:
  - Normalkoppeln: II/I, I/P, II/P
  - Superoktavkoppel: II/I
  - Suboktavkoppel: II/I

- Spielhilfen: 3 feste Kombinationen, Crescendowalze, Absteller Trompete, Absteller Walze, Automatisches Pianopedal